# 総合サポートユニオン
総合サポートユニオン（そうごうサポートユニオン、英語：General Support Union、略称：GSU）は、日本の個人加盟制の労働組合である。

## 概要
2014年（平成26年）に、ブラック企業対策ユニオンとして発足したが、より幅の広い相談等ができるように、2015年（平成27年）春に総合サポートユニオンに名称を変更した。総合サポートユニオンは支部として、ブラック企業ユニオン、自販機産業ユニオン、介護保育ユニオン、私学教員ユニオン、裁量労働制ユニオン、労災ユニオンなどをもっている。

## 活動内容
正社員・非正規労働者の雇用形態や業種・職種を問わず、全国からの相談を行っており、ブラック企業をなくすことを目指して活動している。
・労働相談
　総合サポートユニオンは仕事に関する悩みを抱えている人からの相談を無料で受け付けている。相談は電話やメールで行われており、法律的な整理や解決手段のアドバイスを受けることができる。
・労働組合活動
　労働組合として様々な会社と労働条件の改善を求める団体交渉が行われている。多くの企業で労働問題を解決している。
　

## 支部組織
公式サイト総合サポートユニオンとはより
- ブラック企業ユニオン（ブラック企業支部）
- 自販機産業ユニオン（自販機産業支部）
- 労災ユニオン（労災支部）
- 私学教員ユニオン（私学教員支部）
- 介護・保育ユニオン（介護・保育支部）
- エステ・ユニオン（エステ支部）
- 仙台けやきユニオン（仙台支部）
- ブラックバイトユニオン（ブラックバイト支部）
- 個別指導塾ユニオン（個別指導塾支部）